# Moventia
Moventia és un grup empresarial català familiar dedicat als negocis del transport de viatges i a la venda i comercialització d'automòbils. L'activitat comercial del grup es va iniciar a Sabadell el 1923. El 2018 era governada per Miquel Martí, tercera generació dels fundadors del grup. El 2012 van facturar aproximadament 350 milions d'euros, i disposen de 2.600 treballadors. El 2016 va facturar 497 milions.

## Moventis
La divisió de mobilitat col·lectiva es diu Moventis. Aquesta empresa actua a través de diverses marques, que en la seva majoria es corresponen amb les empreses que han adquirit.
- Moventis Sarbus, que té la seu a Cerdanyola del Vallès. Sarbus es va crear a la dècada del 1980 amb la unió d'Empresa Renom i Auto Transportes Martí. Més tard va integrar Sarbus-La Vallesana, Sarfa, Empresa Casas i Autobusos de Lleida.
- Moventis Casas: l'empresa Casas fou fundada el 1934 a Mataró. La dècada del 1970 va crear la línia Maresme-Barcelona. El grup Sarbus la va comprar el 1996. La seva àrea d'influència és el Maresme i Barcelona.
- Moventis Sarfa: Sarfa va ser l'empresa de servei discrecional més antiga de Catalunya, fundada a Palafrugell el 1921. El 2000 la comprà Sarbus i després va passar al Grup Moventis. La seva àrea d'influència és Girona, Barcelona i la Costa Brava.[4]
- Moventis La Vallesana: La Vallesana es va fundar el 1914 a partir de Transports Gómez. Els seus autobusos són a Castellar del Vallès. Sarbus la va comprar el 1985.
- Transports Ciutat Comtal (TCC): Empresa fundada per Moventis i TMB el 1991. A Barcelona té l'Aerobús, la Línea PR-4 i el Tibibús, entre d'altres.
- Autobusos de Lleida: empresa creada per Moventis el 2002, quan se li adjudicà el servei urbà de Lleida.[5]
- Aerobús: servei oficial de l'aeroport de Barcelona-El Prat al centre de Barcelona.
- Catalunya Bus Turístic: creada el 2003, especialitzada en rutes guiades.
- TRAM: Sarbus és soci i operador de TRAM.
- Calella Moventis: empresa nascuda de la unió d'Autocars Calella i Moventis.
- Barcelona City Tours: servei oficial de transport turístic operat per Grupo Julià, Moventis i Trapsa. Opera amb autobusos de dos pisos de color vermell.
- Moventis - Pays de Montbéliard: servei d'autobusos a 72 municipis del Pays de Montbéliard.
- Carrilets Turístics: adquirida el 2007, compta amb 13 trens turístics i 3 autobusos de dos pisos.
- Autocars Pujol: adquirida el 2018, opera diverses línies a Catalunya.[6]
- Autocares Izaro: adquirida el 25 de maig de 2018, té serveis de mobilitat i lloguer de vehicles i busos.